# Hubert Schardin

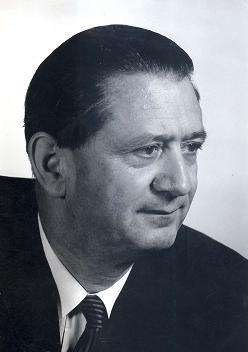
Hubert Schardin, 1963

Hubert Reinhold Hermann Schardin (* 17. Juni 1902 in Deutsch Plassow, Kreis Stolp; † 27. September 1965 in Freiburg im Breisgau) war ein deutscher Ballistiker, Ingenieur und Hochschuldozent, der überwiegend im Bereich der Kurzzeitfotografie und der Hochfrequenzkinematografie forschte. Er war Direktor des deutsch-französischen Forschungsinstituts (ISL) in Saint-Louis sowie Gründer und Leiter des Fraunhofer-Instituts für Kurzzeitdynamik – Ernst-Mach-Institut (EMI) – in Freiburg im Breisgau.

## Leben
Schardin wurde als erstes Kind eines Lehrers geboren. Nach Schulbesuch in Hebrondamnitz und am Gymnasium in Stolp, wo er 1922 das Abitur bestand, studierte er an den Technischen Hochschulen Berlin-Charlottenburg und München und legte an ersterer 1926 das Diplom-Examen in der Fachrichtung „Technische Physik“ ab.
Zunächst arbeitete Schardin als Privatassistent und von 1930 bis 1935 als Hochschulassistent bei dem Ballistiker Carl Cranz, bei dem er 1934 mit einer Arbeit „Über das Töplersche Schlierenverfahren“ mit Auszeichnung promoviert wurde. Im Herbst 1935 begleitete Schardin Cranz nach China, um im Rahmen der chinesisch-deutschen Kooperation das chinesische Militär bei dem Aufbau eines ballistischen Instituts in Nanjing zu beraten.
Im November 1935 wurde Schardin von der deutschen nationalsozialistischen Regierung zum Leiter der neu eröffneten Institute für Technische Physik und Ballistik an der Technischen Akademie der Luftwaffe (TAL) auf dem Flugplatz Berlin-Gatow berufen. Er kehrte deshalb zu Jahresbeginn 1936 nach Berlin zurück. Schwerpunkte seiner Forschungen waren in den nächsten Jahren ballistische Untersuchungen und Arbeiten über feste Körper, besonders zu Glas und Glasbruch. U.a. arbeitete er ab 1942 auch mit der Fliegerin und Ingenieurin Melitta Schenk Gräfin von Stauffenberg zusammen.
Am 1. Dezember 1937 wurde Schardin zum außerordentlichen Professor und 1942 zum ordentlichen Professor an der TH Berlin ernannt, wo er bis 1945 tätig war. Im Zuge der Luftangriffe auf Berlin wurde das Institut für Technische Physik und Ballistik im November 1943 von Berlin-Gatow in das süddeutsche Biberach an der Riß verlegt. Am 23. April 1945 wurde das Institut von der französischen Besatzungsmacht beschlagnahmt und aufgelöst.

### Institut ISL in Saint-Louis
Nach Kriegsende entwickelte sich unter den alliierten Besatzungsmächten ein regelrechter Wettlauf darum, sich das Wissen deutscher Forscher und Ingenieure jeweils exklusiv anzueignen. So stand auch die Technische Akademie der Luftwaffe im Fokus Frankreichs und der USA. Für Schardin und sein Forschungsteam aus weiteren 32 deutschen Wissenschaftlern (u. a. Richard Emil Kutterer, Robert Sauer und Theodor Fromme) wurde im elsässischen Saint-Louis kurzfristig ein Forschungslabor eingerichtet, in dem sie am 1. August 1945 als französische Staatsangestellte mit Forschungsarbeiten zur Ballistik begannen. Schardin zog in das nahegelegene Weil am Rhein und holte seine Familie nach.
Schardin setzte an diesem Institut seine Forschungen zu Bruch- und Zerreißvorgängen insbesondere bei Glas fort. Im Kontext militärischer Forschungen untersuchte er auch Explosionen und Detonationen. Ab 1954 standen Untersuchungen zu Schutzbauten und zum zivilen Bevölkerungsschutz gegen Atomwaffen und deren Druckwirkung im Vordergrund.
Mittlerweile zum wissenschaftlich-technischen Direktor des Instituts berufen, erwarb Schardin 1955 für das Institut den Digitalrechner Z4, mit dem bis 1959 gearbeitet wurde. Zusammen mit dem französischen General-Ingenieur Robert Cassagnou baute er das Institut weiter aus, bis es 1959 – nach zweijährigen Verhandlungen zwischen den Regierungen Frankreichs und der Bundesrepublik Deutschland – zum deutsch-französischen Forschungsinstitut St. Louis (ISL) umgewandelt wurde.

### Ernst-Mach-Institut in Freiburg
Kurz nachdem die Arbeiten am ISL in Saint-Louis aufgenommen worden waren, suchte Schardin im Herbst 1945 Kontakt zur nächstgelegenen deutschen Universität, der Albert-Ludwigs-Universität in Freiburg im Breisgau, um dort lehrend tätig zu werden. Dort wurde er 1947 zum Honorarprofessor  für Technische Physik ernannt und gründete die Abteilung für angewandte Physik. Diese Abteilung wurde 1959 aus dem Verband der Universität ausgegliedert und als Ernst-Mach-Institut (EMI) in die Fraunhofer-Gesellschaft überführt.
Während militärisch nutzbare Forschungen an deutschen Universitäten in den ersten Jahren nach Kriegsende durch Restriktionen der Besatzungsmächte behindert wurden, erschloss Schardin ab 1955 an der Universität Freiburg und am EMI neue Arbeitsgebiete, beispielsweise das Verhalten dynamisch belasteter Baustoffe, Berst- und Zerreißvorgänge an Gläsern und Kunststoffen, gasdynamische und aerodynamische Vorgänge und Probleme der Stoßwellenphysik und die Entwicklung von Simulatoren für Stoß- und Blastwellen.
Schardin erhielt 1958 für seine glasphysikalischen Untersuchungen von der Deutschen Glastechnischen Gesellschaft den „Georg-Gehlhoff-Ring“ und von der „Society of Motion Picture and Television Engineers“ die Dupont-Medaille.
Ab 1960 wurde in einem Steinbruch im südbadischen Wintersweiler ein Versuchsplatz als Außenstelle I des EMI aufgebaut, um Spreng- und Simulationsversuche durchführen zu können. Dieses Gelände wird bis heute von der EMI intensiv genutzt.
1964 wurde in Weil am Rhein, dem Wohnort von Schardin, die Abteilung für Ballistik als Außenstelle II des EMI gegründet.
Im Oktober 1964 wurde Schardin zum Leiter der Abteilung Wehrtechnik im Bundesministerium der Verteidigung berufen.
Hubert Schardin starb am 27. September 1965 an einem Herzinfarkt. Anlässlich seiner Beisetzung am 3. Oktober 1965 in Weil am Rhein erwiesen ihm über 500 Gäste Schardin die letzte Ehre, darunter Bundesverteidigungsminister Kai-Uwe von Hassel. Er hinterließ seine Witwe und vier Töchter.

## Wissenschaftliche Bedeutung
Die Hauptbedeutung der wissenschaftlichen Tätigkeit von Hubert Schardin liegt in der Kurzzeitphysik. In seinen mehr als hundert Veröffentlichungen setzte er die Forschungen Ernst Machs und Friedrich Ahlborns fort. Er hat insbesondere die Schlieren- und Interferenzverfahren zur Untersuchung schnellverlaufender Vorgänge weiterentwickelt. Dazu intensivierte er die Forschung über elektro- und magnetoptische Kurzzeitverschlüsse sowie über die Fotografie und Kinematografie mit Hilfe des elektrischen Funkens und des Röntgenblitzes. Zudem entwickelte er die Kurzzeitmesstechnik, eine zunächst nur für die speziellen Probleme der Ballistik bestimmte Disziplin, zu einer allgemeinwissenschaftlichen Messtechnik, erschloss neue Anwendungsgebiete und wies auf solche hin. Bahnbrechend war die 1929 zusammen mit Carl Cranz entwickelte Funkenzeitlupenkamera. Schardin hatte auch bedeutenden Anteil an der Entwicklung der Sprengstoff-Hohlladung für panzerbrechende Waffen, nach ihm ist der Misznay-Schardin-Effekt benannt.
Seit 1969 wird vom Internationalen Kongress für Kurzzeitphotographie und Photonik (unter Mitwirkung des Fachverbandes Kurzzeitphysik) die Hubert-Schardin-Medaille verliehen.

## Schriften
- Die Grundlagen einer exakten Anwendung und quantitativen Auswertung der Toeplerschen Schlierenmethode. VDI-Verlag G.m.b.H., Berlin 1934. – Dissertation
- Veröffentlichungen der Reichsstelle für den Unterrichtsfilm. Nr. C 142, Beschuss von Drähten und Panzerplatten. Institut f. d. wiss. Film, Göttingen 1937
- Bemerkungen zum Druckausgleichsvorgang in einer Rohrleitung. In: Phys. ZS. Band 2, 1932, S. 60–64. (Grundlage zur Theorie des Stoßwellenrohrs)